# Cantone di Durtal
Il Cantone di Durtal era una divisione amministrativa dell'arrondissement di Angers.
È stato soppresso a seguito della riforma complessiva dei cantoni del 2014, che è entrata in vigore con le elezioni dipartimentali del 2015.
Comprendeva i comuni di:
- Baracé
- Daumeray
- Durtal
- Étriché
- Huillé
- Montigné-lès-Rairies
- Morannes
- Les Rairies